# 价川駅
价川駅（ケチョンえき、朝鮮語: 개천역）は朝鮮民主主義人民共和国平安南道价川市にある駅で、朝鮮民主主義人民共和国鉄道省満浦線に属する。集中貨物駅として、朝陽炭鉱などで生産された石炭を主に取り扱っている。 

## 歴史
- 1916年5月13日：開業[2]。
- 1933年7月15日：駅舎移設、泉洞駅 - 当駅間が標準軌化の上で朝鮮総督府鉄道満浦線に編入、雲興里駅 - 当駅間の距離が8.6kmから8.2kmに短縮[3]。

## 隣の駅
満浦線
泉洞駅  - 价川駅 - 院里駅
价川線
雲興里駅 - 价川駅
朝陽炭鉱線
价川駅 - 旧邑駅  